# Briefleserin in Blau
Briefleserin in Blau ist ein zwischen 1662 und 1664 entstandenes Ölgemälde von Jan Vermeer. Das 46,5 Zentimeter hohe und 39 Zentimeter breite Bild zeigt eine Frau beim Lesen eines Briefes. Es befindet sich in der Sammlung des Rijksmuseums in Amsterdam.

## Bildbeschreibung
Das Bild Briefleserin in Blau zeigt eine stehende Frau, die in das Lesen eines Briefes vertieft ist. Sie ist im Profil gezeigt, mit einer blauen kurzärmeligen Jacke bekleidet und trägt einen Haarknoten. Wahrscheinlich ist die Frau schwanger, weshalb in der älteren Literatur zu Vermeer darüber spekuliert wurde, ob es sich um dessen Frau handelt. Die Bedeutung des Bildes ergibt sich aber aus dem Kontrast zwischen der Ehrbarkeit der Ehe und der Brieflektüre, die auf eine heimliche Liebschaft hindeutet.
Im Bildhintergrund hängt eine große Wandkarte der Niederlande, die auch auf Vermeers Gemälde Der Soldat und das lachende Mädchen zu sehen ist. Am linken Bildrand im Hintergrund an der Wand und vorne rechts in der Bildecke befinden sich zwei gleichartige Stühle. Die Frau steht hinter einem Tisch, auf dem eine Perlenkette, ein Schmuckkasten und ein Halstuch liegen, die als Symbol der Vanitas interpretiert worden sind.

## Nachwirkung
Die Briefleserin in Blau gelangte 1885 als Vermächtnis in die Sammlung des Rijksmuseum Amsterdam. Dort sah es unter anderem Vincent van Gogh, der daraufhin über Vermeer an Émile Bernard schrieb:

„Kennst du einen Maler namens Vermeer? Er hat die würdevolle und schöne Figur einer schwangeren Holländerin gemalt. Die Farbenskala besteht aus Blau, Zitronengelb, Perlgrau und Weiß. Es ist wahr, in den wenigen Bildern, die wir von ihm haben, kann man alle Farben der Palette finden; aber es ist eben doch charakteristisch für ihn, daß er Zitronengelb, ein stumpfes Blau und ein helles Grau kombiniert, so wie Velasquez Schwarz, Weiß, Grau und Rosa zu einer Harmonie bindet.“